# RuleML Symposium
La conférence annuelle International Web Rule Symposium (RuleML) est une conférence internationale s'articulant autour de la recherche, applications, langages et standards basés sur les Moteurs de règles. RuleML est une conférence de haut niveau, visant à établir des liens entre académiques et professionnels autour des systèmes de règles et leurs applications, en relation étroite avec le Web sémantique. RuleML est communément référencée parmi les principales conférences en Intelligence artificielle.

## Historique et événements passés
La conférence a lieu annuellement depuis 2002. Le Symposium RuleML a évolué d'une série de workshops internationaux depuis 2002 et de conférences internationales en 2005 et 2006, au premier  Symposium International pour la communité de règles web depuis 2007.
- RuleML-2016: Tenth International Web Rule Symposium
- RuleML-2015: Ninth International Web Rule Symposium
- RuleML-2014: Eighth International Web Rule Symposium
- RuleML-2013: Seventh International Web Rule Symposium
- RuleML-2012: Sixth International Web Rule Symposium
- RuleML-2011: Fifth International Web Rule Symposium
- RuleML-2010: Fourth International Web Rule Symposium
- Special Semantic Rules track at SemTech 2010
- RuleML-2009: Third International Web Rule Symposium
- RuleML-2008: Second International Web Rule Symposium
- RuleML-2007: First International Web Rule Symposium
- RuleML-2006: Second International Conference on Rules and Rule Markup Languages for the Web
- Special Workshop on Reaction Rules
- RuleML-2005: First International Conference on Rules and Rule Markup Languages for the Semantic Web
- RuleML-2004: Third International Workshop on Rules and Rule Markup Languages for the Semantic Web
- RuleML-2003: Second International Workshop on Rules and Rule Markup Languages for the Semantic Web
- RuleML-2002: First International Workshop on Rule Markup Languages for Business Rules on the Semantic Web

Une liste des conférences RuleML ainsi que leurs actes (2004-2013, 2002) est disponible en ligne via le service de documentation DBLP mis à disposition par l'Université de Trèves.